# Seznam čestných občanů města Rokytnice v Orlických horách
Seznam čestných občanů města Rokytnice v Orlických horách je chronologický seznam osobností, které obdržely titul Čestné občanství města Rokytnice v Orlických horách.
V letech 1862–1899 titul čestného občanství obdrželo 19 osobností. Ty byly zapsány do tzv. Zlaté knihy města, která je uložena ve Státním okresním archivu v Rychnově nad Kněžnou.
Po komunistickém převratu v roce 1948 bylo uděleno občanství tehdejšímu prezidentu K. Gottwaldovi a ministru školství Z. Nejedlému. Po okupaci Československa sovětskou armádou (1968) byl v letech 1971–1984 titul čestného občana udělen šestkrát, a to utajeně důstojníkům sovětských okupačních vojsk z místní vojenské posádky. Po roce 1990 bylo snahou vrátit čestnému občanství jeho původní prestiž a důstojnost.
| Jméno                                    | Udělení            | Povolání, popis zásluh |
| ---------------------------------------- | ------------------ | --- |
| Rudolf Petritz (?–?)                     | 1862               | správce velkostatku v Rokytnici |
| Julius Hanisch (1827–1886)               | 1862               | rodák, advokát ve Vídni, poslanec zemského sněmu; značně se přičinil o vznik soudního okresu Rokytnice v roce 1869 |
| Jan Pohlreich (?–?)                      | 1863               | nájemce panského pivovaru v Rokytnici a nájemce statku |
| Johann Zeidler (?–?)                     | 1864               | lesní na Haničce |
| Josef Hunke (1810–1883)                  | 1867               | rodák, hudební skladatel, člen carské hudební komory v Petrohradě v Rusku |
| Eduard Herbst (1820–1892)                | 1869               | politik, v letech 1867–1870 ministr spravedlnosti Předlitavska; za zásluhy o zřízení soudního okresu Rokytnice v roce 1869                                                                                            |
| Josef Alois Christen (1820–1892)         | 1869               | rodák, velkoobchodník v Praze, dobrodinec místního obyvatelstva, velké zásluhy o podporu školství ve městě, rekonstrukce farního kostela na náměstí v roce 1869, finanční podpora při stavbě současné radnice a další |
| Franz Christen (1815–1877)               | 1869               | starosta města, poslanec Českého zemského sněmu a předseda školského výboru v Rokytnici |
| Johann Kolb (1806–1879)                  | 1870               | rytíř řádu železné koruny, president c.k. krajského soudu v Hradci Králové |
| Josef Pirka (?–?)                        | 1875               | c.k. okresní soudce v Rokytnici a soudce zemské soudní rady |
| Franz Grossmann (?–?)                    | 1875               | c.k. okresní velitel v Žamberku |
| Franz Exner Christen (?–?)               | 1880               | obchodník, starosta města a předseda místní školské rady |
| Anton Böhm (?–?)                         | 1883               | hospodář v Neratově, zástupce okresního hejtmana v Žamberku |
| Franz Engel (?–?)                        | 1883               | vrchní učitel ve výslužbě |
| Ferdinand Richter(?–?)                   | 1888               | vrchní učitel |
| Johann Ezer (?–?)                        | 1894               | nadlesní |
| Karl Maria Coudenhove (1855–1913)        | 1898               | c.k. zemský místodržitel v Čechách |
| Karel Ervín z Nostic-Rienecku(1850–1911) | 1899               | říšský hrabě z Nostitz - Rieneck majitel zámku a velkostatku v Rokytnici, komoří císaře Františka Josefa I., politik, poslanec říšské rady                                                                            |
| Zdeněk Nejedlý(1878–1962)                | 1948               | ministr školství po únoru 1948 |
| Klement Gottwald(1896–1953)              | 1948               | politik, prezident Československé republiky |
| Andrej Pavlovič Viktorov (?–)            | 1971               | důstojník místní sovětské posádky |
| Genadij Semjonovič Soltějev (?–)         | 1971               | důstojník místní sovětské posádky |
| Nikolaj Grigorjevič Harbaťuk (?–)        | 1971               | důstojník místní sovětské posádky |
| Alexandr Alexandrovič Tichinský (?–)     | 1979               | důstojník místní sovětské posádky |
| Vladimír Ivanovič Kolupajev(?–)          | 1982               | důstojník místní sovětské posádky |
| Alexander Igragimovič Ismailovov (?–)    | 1984               | důstojník místní sovětské posádky |
| Mary Louise Nelson-Kubitschke(?–)        | 1998               | profesorka angličtiny z USA, výuka angl. jazyka na místní základní škole |
| Marlan Nelson (?–)                       | 1998               | profesor žurnalistiky z USA, výuka angl. jazyka na místní základní škole |
| Günther Wytopil(1926–2012)               | 1998               | rodák, občan SRN, zaměstnanec spolkové dráhy ve výslužbě, pomoc při obnově památek ve městě a rozvoji česko-německých vztahů                                                                                          |
| Jindřich Šimek(1901–1979)                | 2001 (in memoriam) | akademický malíř a grafik; za jeho významný umělecký přínos u příležitosti 100. výročí narození. Šimek žil a pracoval část svého života v Rokytnici.                                                                  |